# Concertino pour harpe et orchestre
Le Concertino pour harpe et orchestre est une œuvre de Germaine Tailleferre composée en 1927.

## Contexte et création
Ce concertino est formé de manière assez classique, sur le modèle des concertos de Mozart. C'est l'un des concertos pour harpe du XXe siècle les plus appréciés des harpistes (Nicanor Zabaleta entre autres l'a enregistré pour le label Deutsche Grammophon).
Tailleferre a également composé une Sonate pour harpe souvent jouée et enregistrée.

## Structure
Le Concertino comprend trois mouvements :
1. Allegretto
2. Lento
3. Rondo